# Мыс Входной (посёлок)
Мыс Входной — нежилой посёлок в Таймырском Долгано-Ненецком автономном районе Красноярского края РФ. Является одним из самых северных посёлков России. Находится на территории Диксонского муниципального района упразднённого в 2005 году и одноимённой административно-территориальной единицы, упразднённой в 2007 году.

## География
Посёлок располагался на одноимённом мысе у устья реки Пясина на полуострове Таймыр. Климат полярный: холодная продолжительная зима и короткое лето.
| Населённый пункт | Расстояние в километрах |
| ---------------- | ----------------------- |
| Диксон           | 228                     |
| Дудинка          | 507                     |
| Норильск         | 519                     |
| Красноярск       | 2005                    |
| Москва           | 3023                    |

## История
Мыс Входной, названный в честь мыса, на котором он располагался, представлял собой крупный рыбацкий поселок с электростанциями, мастерскими, клубом и другими учреждениями. По некоторым данным посёлок мог иметь свой аэропорт.
Сейчас от посёлка осталось несколько изб, два амбара, баня, гаражи, мастерские и кладбища. В хорошо сохранившихся избах есть снегоходы типа «Буран», бензопилы, дизельный генератор, ружейные патроны, капканы, рыболовные сети и прочие предметы быта и промысловые принадлежности.

## Население
Постоянного населения в посёлке Мыс Входной нет.